# Bahnhof Matsusaka
Der Bahnhof Matsusaka (jap. 松阪駅 Matsusaka-eki) ist ein Bahnhof auf der japanischen Insel Honshū. Er wird gemeinsam von den Bahngesellschaften JR Central und Kintetsu betrieben und befindet sich in der Präfektur Mie auf dem Gebiet der Stadt Matsusaka.

## Verbindungen
Matsusaka ist ein Kreuzungsbahnhof an der Kisei-Hauptlinie, deren östliche Sektion die Städte Kameyama und Shingū miteinander verbindet. Von dieser zweigt hier die Meishō-Linie ab. Beide Strecken werden von JR Central betrieben. Hinzu kommt die Kintetsu Yamada-Linie der Bahngesellschaft Kintetsu, die Teil einer längeren Verbindung zwischen Osaka und Nagoya einerseits sowie der Shima-Halbinsel andererseits ist.
Im Fernverkehr bietet JR West zwei Zuggattungen an. Täglich halten hier vier Zugpaare des Limited Express Nanki, der vor allem auf den touristischen Verkehr ausgerichtet und deshalb mit Panoramawagen ausgestattet ist. Dieser Schnellzug verkehrt vom Bahnhof Nagoya über Yokkaichi, Tsu und Shingū nach Kii-Katsuura im Süden der Kii-Halbinsel. Im Stundentakt verbindet der Rapid Mie Nagoya mit Yokkaichi, Tsu, Iseshi und Toba. Kintetsu wiederum bietet halbstündlich verkehrende Schnellzüge von Matsusaka nach Osaka Namba an, ebenso von Kashikojima über Toba nach Kintetsu Nagoya. Nahverkehrszüge von JR West fahren stündlich von Kameyama über Taki und Iseshi nach Toba, während der Hauptverkehrszeit halbstündlich. Auf der Meishō-Linie besteht ein angenäherter Zweistundentakt. Kintetsu-Züge fahren im Nahverkehr ungefähr alle 20 bis 30 Minuten.
Auf beiden Bahnhofsvorplätzen befindet sich je ein Busterminal mit mehreren Haltestellen. Der größere auf der Südseite wird von fast zwei Dutzend Linien der Gesellschaften Suzunome Bus und Mie Kōtsū bedient. Auf der Nordseite kommen sechs weitere Linien von Suzunome Bus, Kurobe/Higashichiku Community Bus, Kidono/Asamichiku Community Bus und Aoki Bus hinzu.

## Anlage
Der Bahnhof steht an der Grenze zwischen den Stadtteilen Kyōmachi im Süden und Asahimachi im Norden. Im Osten befindet sich ein Wohngebiet, während das Stadtzentrum mit zahlreichen Geschäften und öffentlichen Einrichtungen sowie einem Einkaufszentrum sich in Richtung Westen erstreckt. Dort sind auch mehrere Sehenswürdigkeiten konzentriert, darunter der Matsusaka-Park mit den Ruinen der Burg Matsusaka, die ehemalige Residenz von Motoori Norinaga sowie das Geschichts- und Folkloremuseum.
Die ebenerdige Anlage ist von Nordwesten nach Südosten ausgerichtet und umfasst neun Gleise, von denen sieben dem Personenverkehr dienen. Da die beiden Bahngesellschaften Gleise mit unterschiedlicher Spurweite befahren (JR West mit Kapspur und Kintetsu mit Normalspur), sind die Betriebsteile vollständig voneinander getrennt, mit mehreren Dienstgebäuden dazwischen. An der zu JR West gehörenden Westseite liegen vier Gleise an zwei Mittelbahnsteigen, ergänzt durch zwei Durchfahrtsgleise für den Güterverkehr von JR Freight. An der zu Kintetsu gehörenden Ostseite liegen drei Gleise an einem Mittel- und einem Seitenbahnsteig. Beide Bahngesellschaften verfügen über je ein Empfangsgebäude. Verbunden werden sie über eine gedeckte Fußgängerbrücke über die gesamte Anlage hinweg. Der Zugang zu den Bahnsteigen erfolgt mittels Treppen und Aufzügen.
Im Fiskaljahr 2019 nutzten täglich durchschnittlich 9235 Fahrgäste den Bahnhof. Davon entfielen 1702 auf JR Central und 7533 auf Kintetsu.

## Bilder

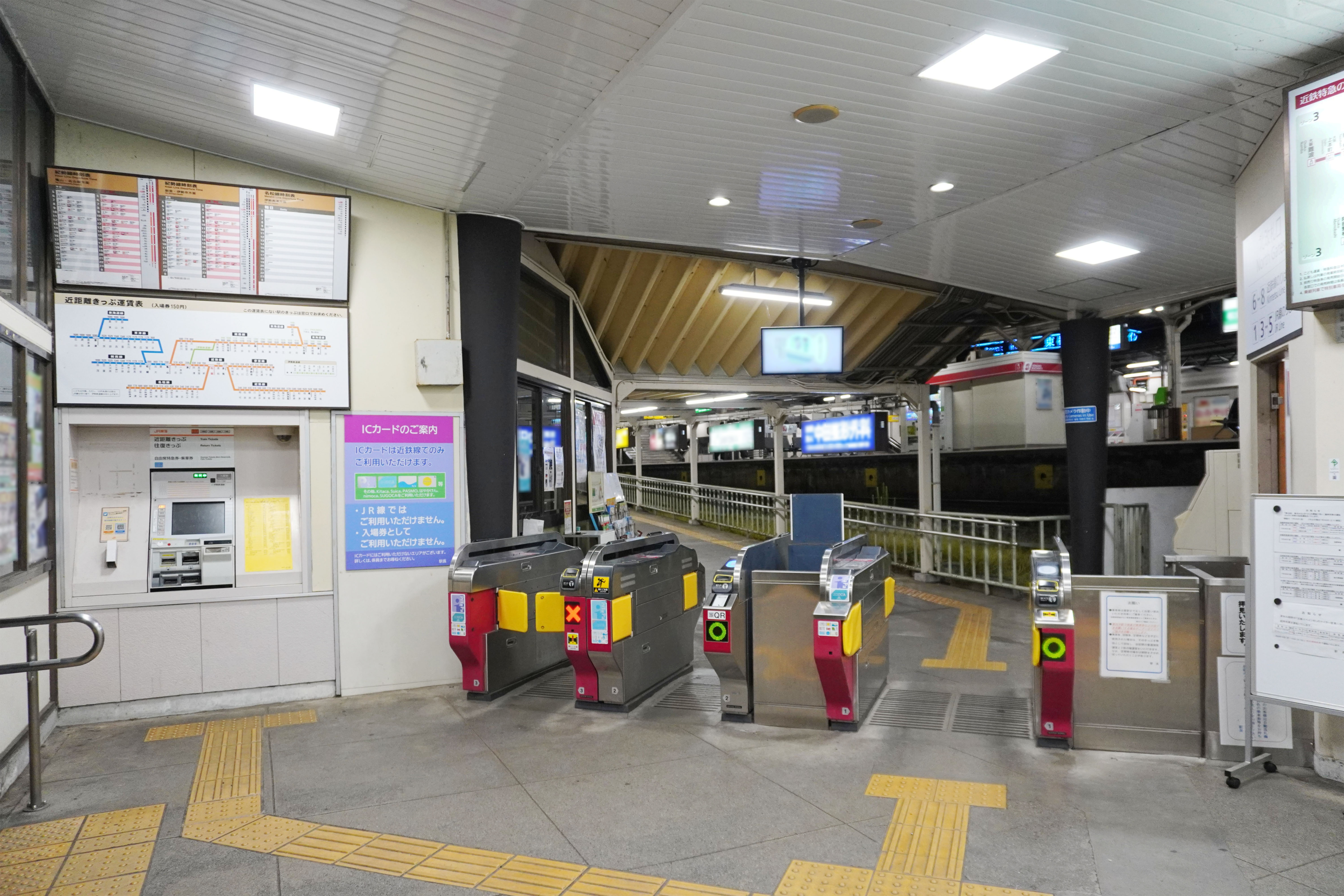
Bahnsteigsperren
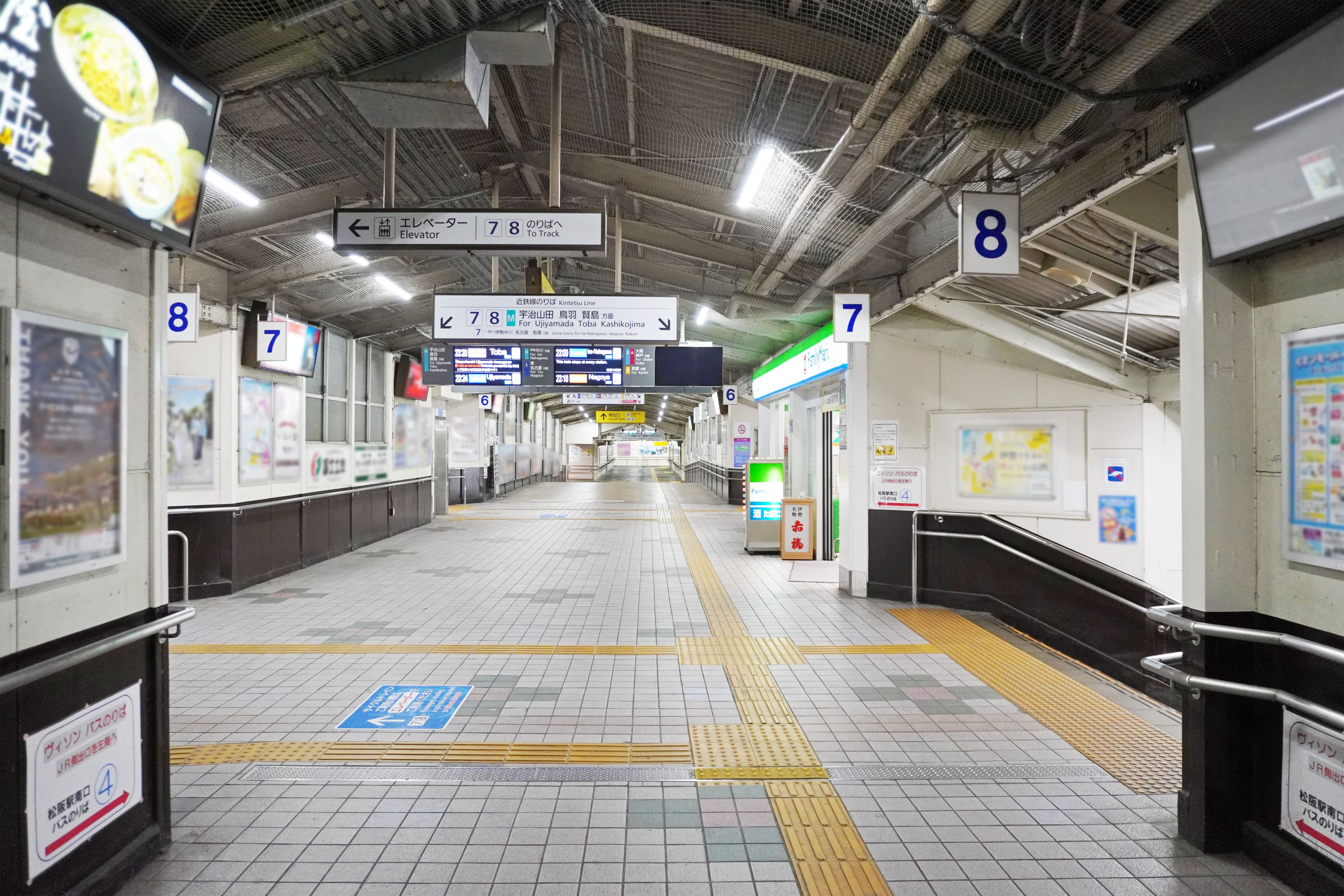
Fußgängerbrücke
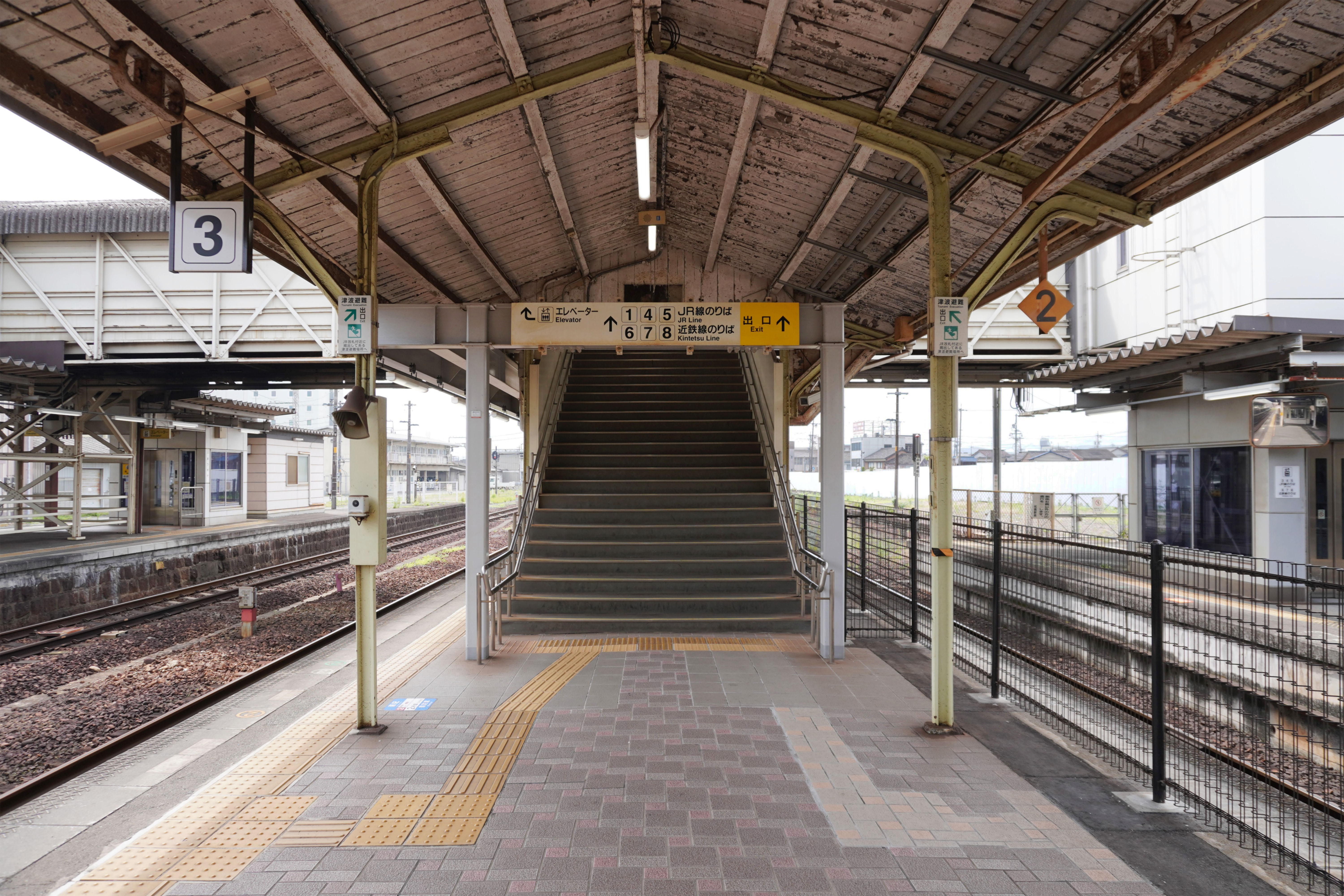
Bahnsteig (Gleis 3)
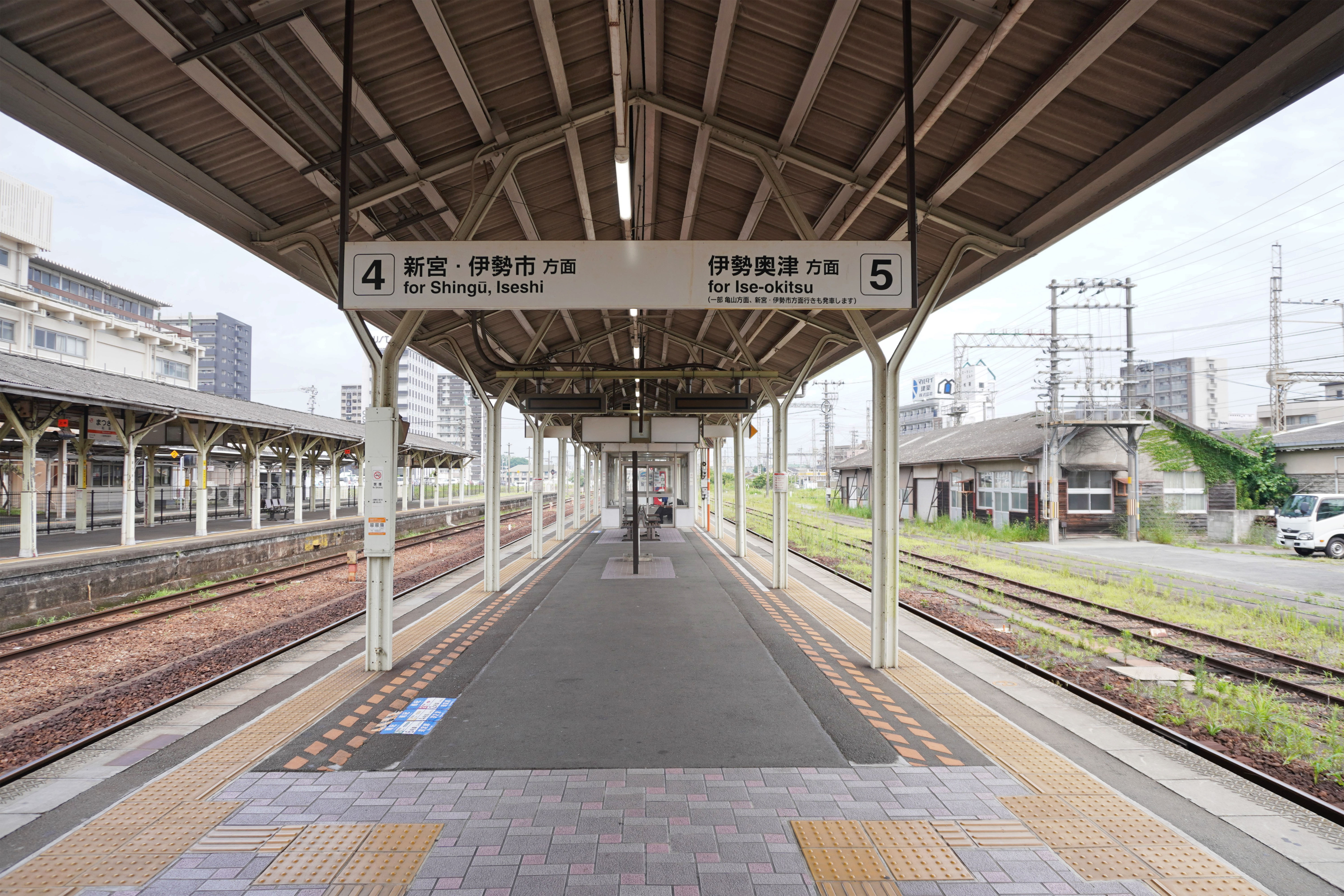
Bahnsteig (Gleise 4/5)
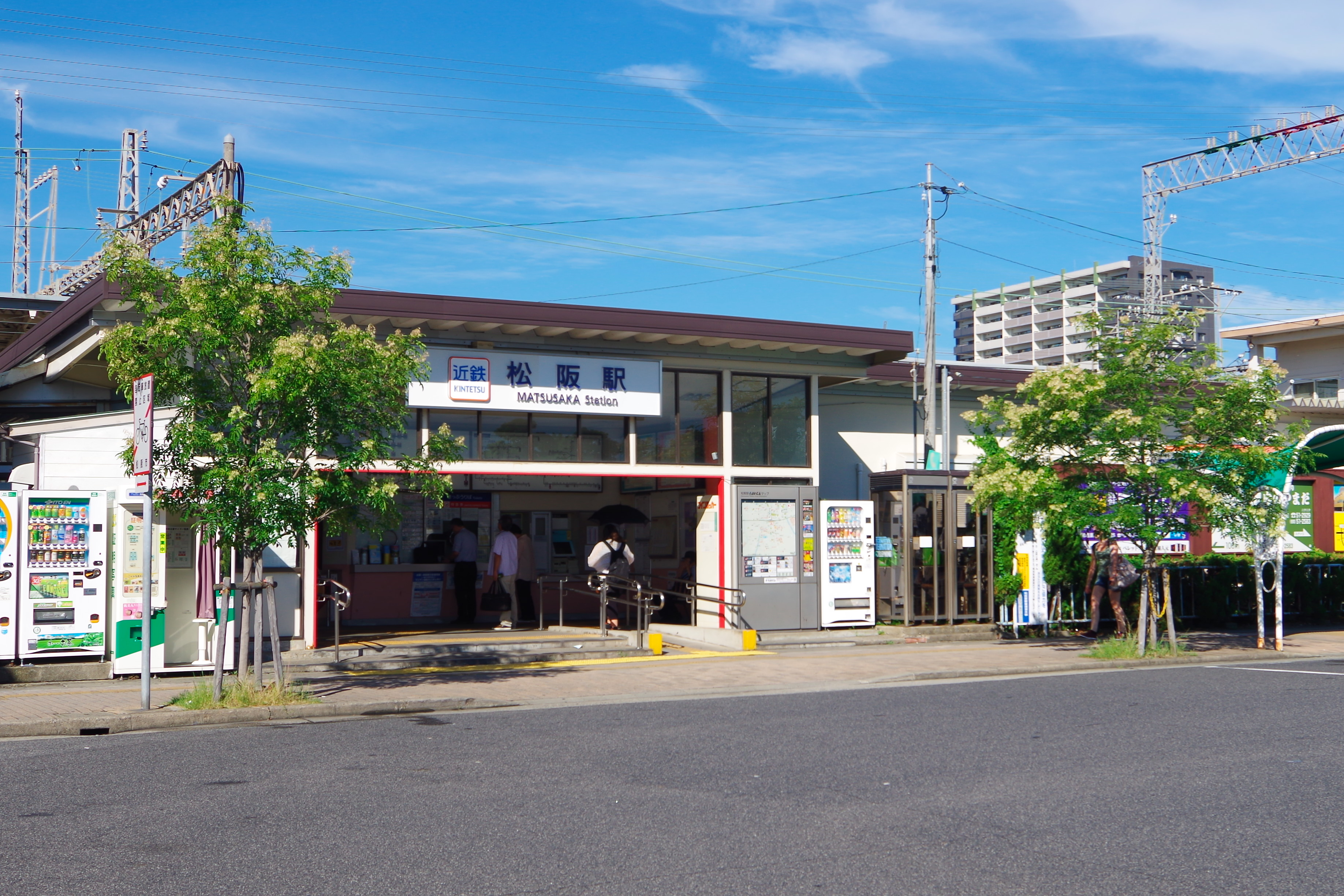
Nordeingang

## Gleise
JR Central
| 1/3 | ▉ Kisei-Hauptlinie | Kameyama • Yokkaichi • Nagoya     |
| 4   | ▉ Kisei-Hauptlinie | Taki • Owase • Kumanoshi • Shingū |
| 5   | ▉ Meishō-Linie     | Ise-Okitsu                        |

Kintetsu
| 6/7 | ▉ Kintetsu Yamada-Linie | Ise-Nakagawa • Tsu • Kintetsu Yokkaichi • Kintetsu Nagoya / Yamato-Yagi • Osaka Namba |
| 7/8 | ▉ Kintetsu Yamada-Linie | Ujiyamada • Toba                                                                      |

## Linien
| Verlauf der Kisei-Hauptlinie |
| --- |
| Kameyama • Shimonoshō • Ishinden • Tsu • Akogi • Takachaya • Rokken • Matsusaka • Tokuwa • Taki • Ōka • Sana • Tochihara • Kawazoe • Misedani • Takihara • Aso • Ise-Kashiwazaki • Ōuchiyama • Umegadani • Kii-Nagashima • Minose • Funatsu • Aiga • Owase • Ōsoneura • Kuki • Mikisato • Kata • Nigishima • Atashika • Hadasu • Ōdomari • Kumanoshi • Arii • Kōshiyama • Kii-Ichigi • Atawa • Kii-Ida • Udono • Shingū • Miwasaki • Kii-Sano • Ukui • Nachi • Kii-Temma • Kii-Katsuura • Yukawa • Taiji • Shimosato • Kii-Uragami • Kii-Tahara • Koza • Kii-Hime • Kushimoto • Kii-Arita • Tanami • Tako • Wabuka • Esumi • Mirozu • Susami • Kii-Hiki • Tsubaki • Kii-Tonda • Shirahama • Asso • Kii-Shinjō • Kii-Tanabe • Haya • Minabe • Iwashiro • Kirime • Inami • Inahara • Wasa • Dōjōji • Gobō • Kii-Uchihara • Kii-Yura • Hirokawa Beach • Yuasa • Fujinami • Kii-Miyahara • Minoshima • Hatsushima • Shimotsu • Kamogō • Shimizuura • Kainan • Kuroe • Kimiidera • Miyamae • Wakayama • Kiwa • Wakayamashi |

| Verlauf der Meishō-Linie |
| --- |
| Matsusaka • Kaminoshō • Gongemmae • Ise-Hata • Ichishi • Isegi • Ise-Ōi • Ise-Kawaguchi • Sekinomiya • Ieki • Ise-Takehara • Ise-Kamakura • Ise-Yachi • Hitsu • Ise-Okitsu |

## Geschichte
Die private Bahngesellschaft Sangū Tetsudō eröffnete den Bahnhof am 31. Dezember 1893, zusammen mit dem von Tsu bis Miyagawa führenden Abschnitt der damaligen Sangū-Linie. Diese war vor allem für den Pilgerverkehr zum Ise-Schrein von großer Bedeutung. Als Folge des vom japanischen Reichstag beschlossenen Eisenbahnverstaatlichungsgesetzes gelangte die Sangū Tetsudō am 1. Oktober 1907 in Staatsbesitz. Am 17. August 1912 entwickelte sich Matsusaka von einem Durchgangs- zu einem Kreuzungsbahnhof, als die damalige private Bahngesellschaft Matsusaka Keiben Tetsudō (später in den heutigen Busbetrieb Mie Kōtsū, einer Kintetsu-Tochtergesellschaft, aufgegangen) die Matsusaka-Linie in Betrieb nahm. Deren Bahnhof lag unmittelbar südlich des Staatsbahnhofs. Am 25. August 1929 eröffnete das Eisenbahnministerium den ersten Abschnitt der Meishō-Linie zwischen Matsusaka und Gongemmae. Die Sangū Kyūkō Dentetsu, eine Vorgängerin der Kintetsu, nahm am 27. März 1930 den ersten Abschnitt der späteren Kintetsu Yamada-Linie zwischen Miyamachi und Matsusaka in Betrieb. Knapp zwei Monate später, am 18. Mai, kam die Verlängerung nach Ise-Nakagawa hinzu.
Damit war der Ausbau zu einem Eisenbahnknoten vollendet. Allerdings waren bald die Kapazitätsgrenze erreicht, weshalb das Eisenbahnministerium einen Neubau des Empfangsgebäudes vornahm. Die entsprechenden Arbeiten waren am 3. Dezember 1937 abgeschlossen. Der Bahnhof überstand den Pazifikkrieg unbeschadet, doch am 8. März 1949 geriet ein Kintetsu-Zug in Brand, wobei acht Menschen getötet und 28 weitere verletzt wurden. Der Bahnhof, der bisher nur von Süden her betreten werden konnte, erhielt am 3. April 1955 einen zusätzlichen Eingang an der Nordseite. Das Empfangsgebäude des Staatsbahnhofs erwies sich bald erneut als zu klein, worauf die Japanische Staatsbahn am 16. November 1962 einen weiteren Neubau vollendete. Am 14. Dezember 1964 erfolgte die Stilllegung der Matsusaka-Linie. Aus Rationalisierungsgründen stellte die Staatsbahn am 1. Februar 1984 den Güterumschlag ein, am 1. November 1986 auch die Gepäckaufgabe. Im Rahmen der Staatsbahnprivatisierung ging der staatliche Teil des Bahnhofs am 1. April 1987 in den Besitz der neuen Gesellschaft JR Central über.